# Lotos

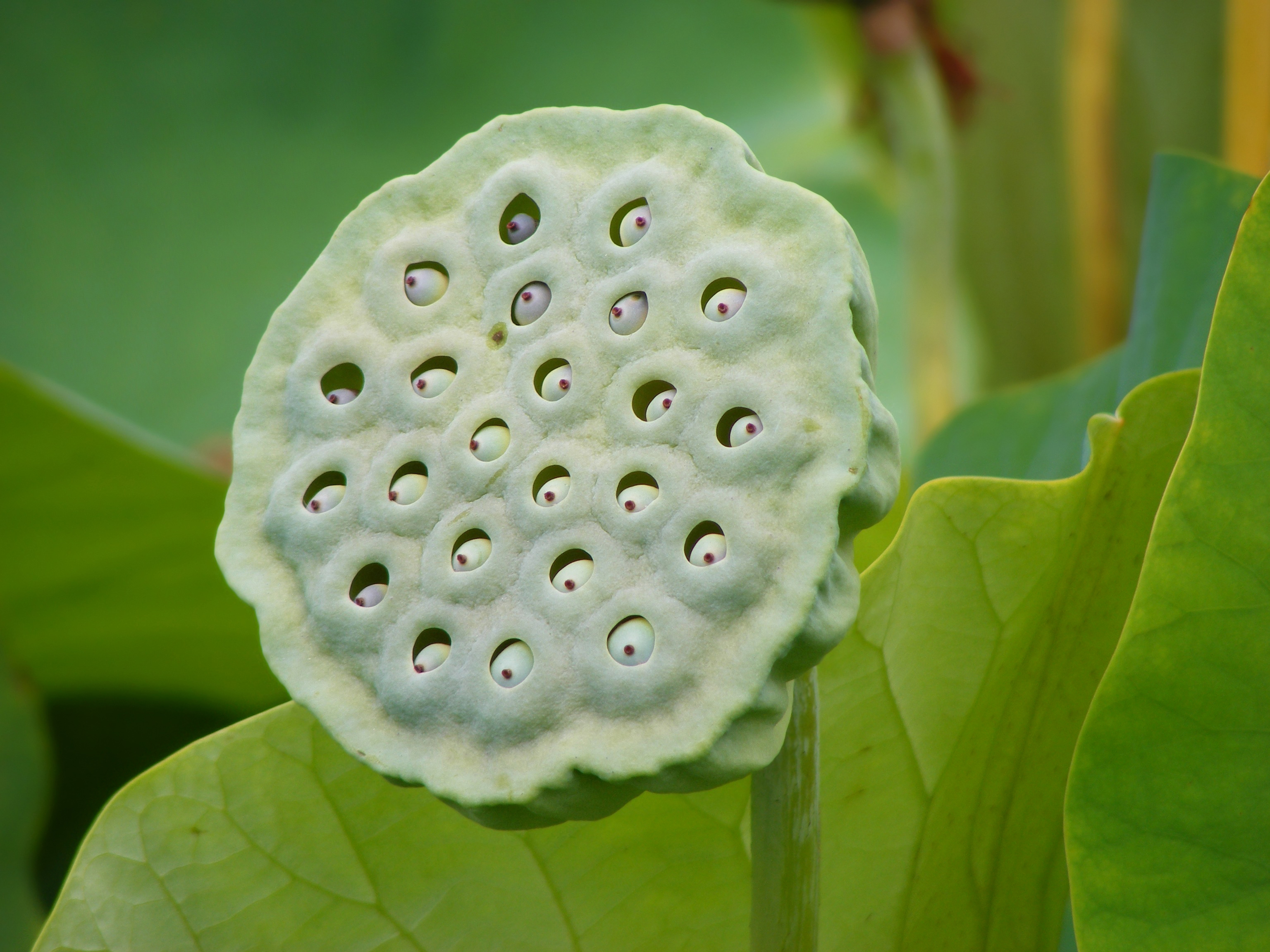
Plodenství lotosu indického (Nelumbo nucifera)

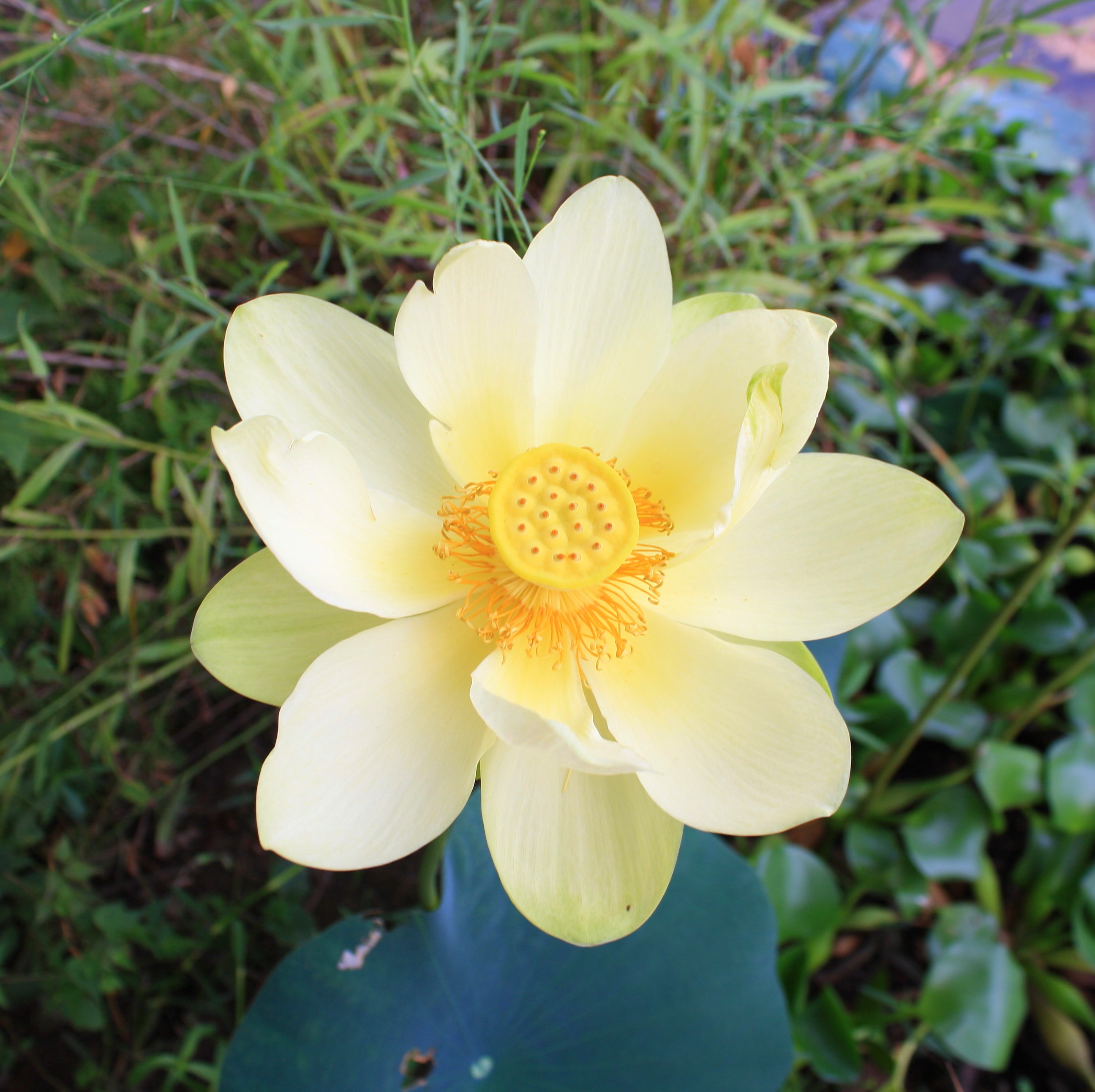
Lotos žlutý (Nelumbo lutea)

Lotos (Nelumbo) je jediný rod čeledi lotosovité (Nelumbonaceae) vyšších dvouděložných rostlin.

## Charakteristika
Vytrvalé vodní kořenující byliny s větvenými oddenky. Listy jsou střídavé, vyrůstající z oddenku, s palisty, plovoucí na hladině nebo častěji vyčnívající z vody, s průduchy jen na svrchní straně čepele. Stonek je bez druhotného tloustnutí. Na vrcholu oddenku se na konci sezony vytvářejí hlízovité zásobní orgány. Řapíky jsou dlouhé a přirůstají vprostřed štítnaté čepele. Žilnatina je dlanitá (paprsčitá). Květy jsou jednotlivé, velké, oboupohlavné, úžlabní, vyčnívající nad hladinu na dlouhých stvolech. Opylovány jsou zejména brouky. Všechny květní orgány jsou acyklické. Okvětní plátky v počtu 22 až 30, gradující od kalichovitých po korunovité. Tyčinek je mnoho (asi 200 až 400), dozrávají centripetálně. Gyneceum je svrchní apokarpní, z 12 až 40 volných plodolistů, jednotlivě zapuštěných do zploštělé svrchní plochy dužnatého receptákula a obsahujících jediné vajíčko. Plodem jsou nepukavé oříšky vnořené do receptákula. Semena mají velké embryo a tenký endosperm.
Rod zahrnuje jen dva druhy. Jeden je původem v Asii, druhý v Americe.
Charakteristickým stanovištěm lotosů jsou stojaté a pomalu tekoucí mělké vody tropů a subtropů.

## Taxonomie
V dřívějších systémech (např. Cronquistově) byly lotosy řazeny do příbuzenstva habituelně podobných leknínů. Na základě molekulárních analýz byly v systému APG přeřazeny na zcela jiné místo taxonomického systému do příbuzenstva proteovitých (Proteaceae), s nimiž mají jen málo společných morfologických charakteristik.

## Zajímavosti
Zvláštností lotosu je, že se nedá ušpinit tekutými nečistotami, na povrchu okvětních lístků jsou drobné krystaly, které pomáhají stékání tekutých látek z květu. Tuto techniky nyní využívají oděvní firmy pro produkci obleků, které se nedají politím ušpinit.
Lotosový květ byl a je v řadě náboženství posvátnou květinou a důležitým symbolem. Hrál důležitou roli v egyptské mytologii, dodnes ctěn v hinduismu i buddhismu.
Jako lotos bývá nesprávně označováno několik druhů leknínů (Nymphaea). Jako lotos egyptský se označuje leknín lotosový (Nymphaea lotus), jako modrý lotos leknín modrý (Nymphaea caerulea), jako bílý lotos je někdy lidově nazýván evropský leknín bílý (Nymphaea alba).

## Zástupci
- Nelumbo lutea – lotos žlutý – květy bledě žluté, výskyt ve východních oblastech USA až Střední Americe a v Karibiku
- Nelumbo nucifera – lotos indický – květy bílé nebo bledě žluté, výskyt od jihozápadní Asie po Filipíny a Austrálii, vyskytuje se i v Evropě v jižním Povolží a termálních pramenech v Rumunsku (původní?).